# Dalí Paris
Pour les articles homonymes, voir Dali.
Dalí Paris est un lieu d'exposition d'œuvres de Salvador Dalí de la collection Dali Universe, en particulier des sculptures et gravures. Rénové en 2018, le musée compte plus de 300 œuvres originales, représentatives de son travail. Il se trouve à Paris, dans le quartier de Montmartre.

## Le musée
Il se trouve à la place de l'ancien « Historial de Montmartre », consacré à l'histoire du quartier, ouvert en 1954 et fermé en 1990.
Le lieu, sur deux niveaux, propose une plongée dans l'univers surréaliste de Dali - l'artiste disait lui-même « Le surréalisme, c'est moi ! ». La visite se fait de manière thématique, abordant les grandes questions qui ont marqué le cheminement intellectuel et artistique du trublion catalan : la littérature, la science, la religion, les femmes...
En 2020, le lieu a intégré la réalité augmentée grâce à Gobelins, l'école de l'image.
Des courtes vidéos permettent de découvrir des œuvres emblématiques avec un regard contemporain et permettent également aux amateurs de vivre l'expérience de chez eux.

## Les expositions temporaires
Dali Paris a organisé des expositions temporaires :
- 2008 : Dali et la Mode
- 2008 : Dali - Hologrammes et jeux d'optique
- 2009 : Dali à l'œuvre[6]
- 2009-2010 : Dali d'or et Bijoux de Gala[7]
- 2012 : Signé Dali, la collection Sabater[8]
- 2014 : Dali fait le mur[9], 22 artistes street art s'invitent chez Dali
- 2015 : Daum Variations d'artistes[10],
- 2016 : Joann Sfar, Salvador Dali - une seconde avant l'éveil[11],
- 2020 : Dali prend vie grâce à la réalité virtuelle[12],[13] avec Gobelins l'école de l'image